# John Leslie Breck

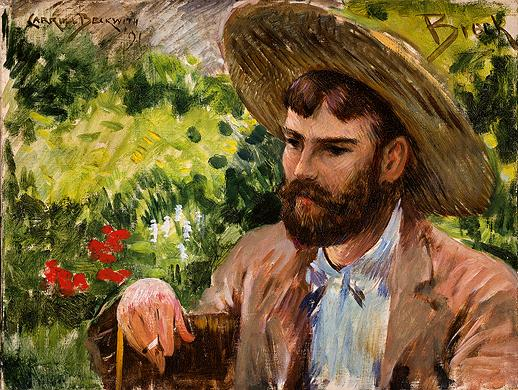
John Leslie Breck, door James Carroll Beckwith.

John Leslie Breck (op zee, nabij Hongkong, 1860 – Boston, 1899) was een Amerikaans impressionistisch kunstschilder. Hij werkte samen met Claude Monet in de kunstenaarskolonie te Giverny.

## Leven en werk
Breck werd geboren als zoon van een Amerikaans marine-officier, op open zee, nabij HongKong. Hij groeide op in Newton, nabij Boston. In 1877 vertrok hij, net als veel andere jonge Amerikanen in die periode, naar Europa om kunstschilderen te leren. Hij bezocht de kunstacademies in Leipzig en München, waar hij een grove penseelstreek aanleerde, met veel aandacht voor kleurenharmonie. In 1882 studeerde hij aan de Koninklijke Academie voor Schone Kunsten van Antwerpen, onder Karel Verlat. In 1883 keerde hij terug naar de Verenigde Staten, om in 1886 opnieuw de oversteek te maken. Hij ging toen naar Parijs, waar hij zich inschreef bij de Académie Julian en in de leer kwam bij Jules Joseph Lefebvre en Gustave Boulanger. Hij werd aanvankelijk beïnvloed door Édouard Manet en raakte bevriend met jonge Amerikaanse kunstschilders in Parijs, onder wie Willard Metcalf, Theodore Robinson. Op aanraden van deze laatsten vertrok hij in 1887 naar Giverny om zich aan te sluiten bij de kunstenaarskolonie van Claude Monet. Monet stond zeer sympathiek tegenover Breck en zou lange tijd zijn leermeester zijn. Brecks belangrijkste werk, vooral landschappen en tuintaferelen, stamt uit deze periode en vertoont overduidelijk Monets invloed.
In 1889 nam Breck deel aan de Parijse salon. Ook exposeerde hij reeds tijdens zijn verblijf in Frankrijk regelmatig en met veel succes in Amerika. In 1891 keerde hij naar zijn vaderland terug, mede na een onbeantwoorde liefde voor Blanche Hoschede, Monets latere stiefdochter. Hij vestigde zich in Boston. In 1892 maakte hij nog een reis naar Californië en Engeland, en in 1896 naar Venetië. Hij overleed in 1899 aan koolstofmonoxidevergiftiging, waarschijnlijk door suïcide. 
Diverse werken van Breck zijn te zien in het Museum of Fine Arts te Boston.

## Galerij

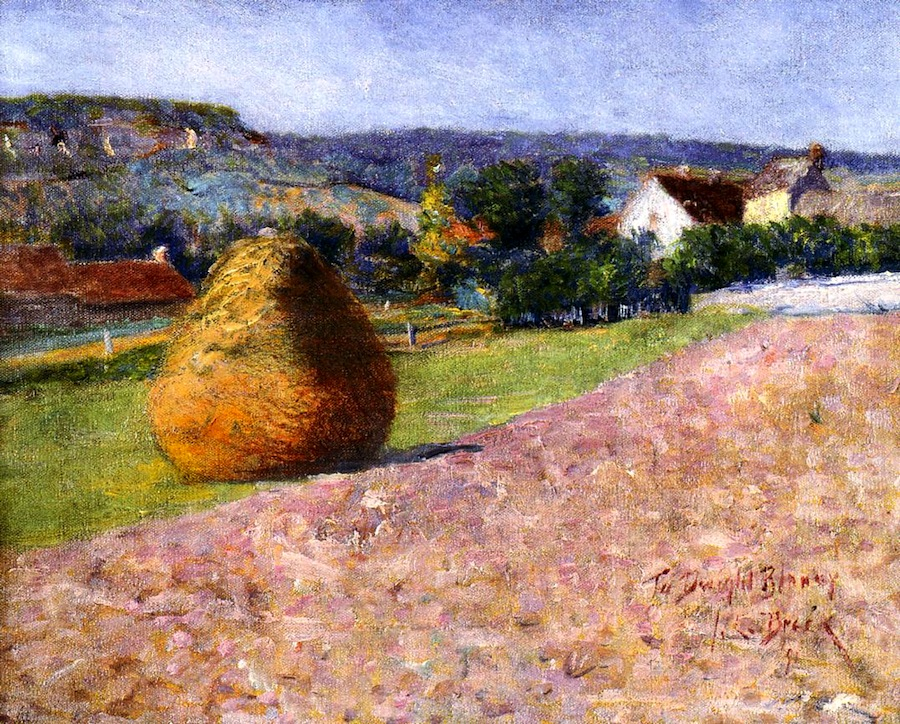
Hooiberg
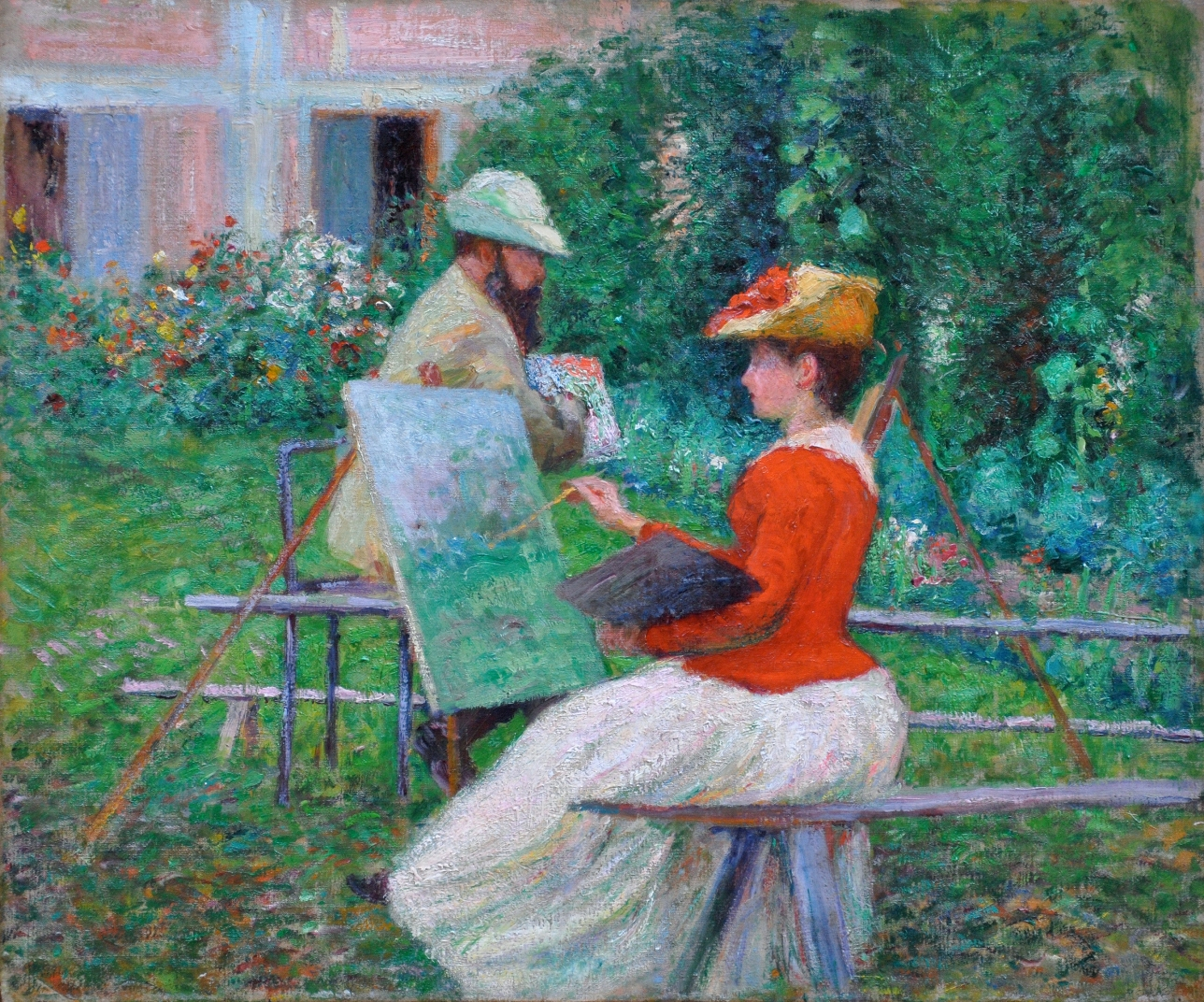
Chez Monet
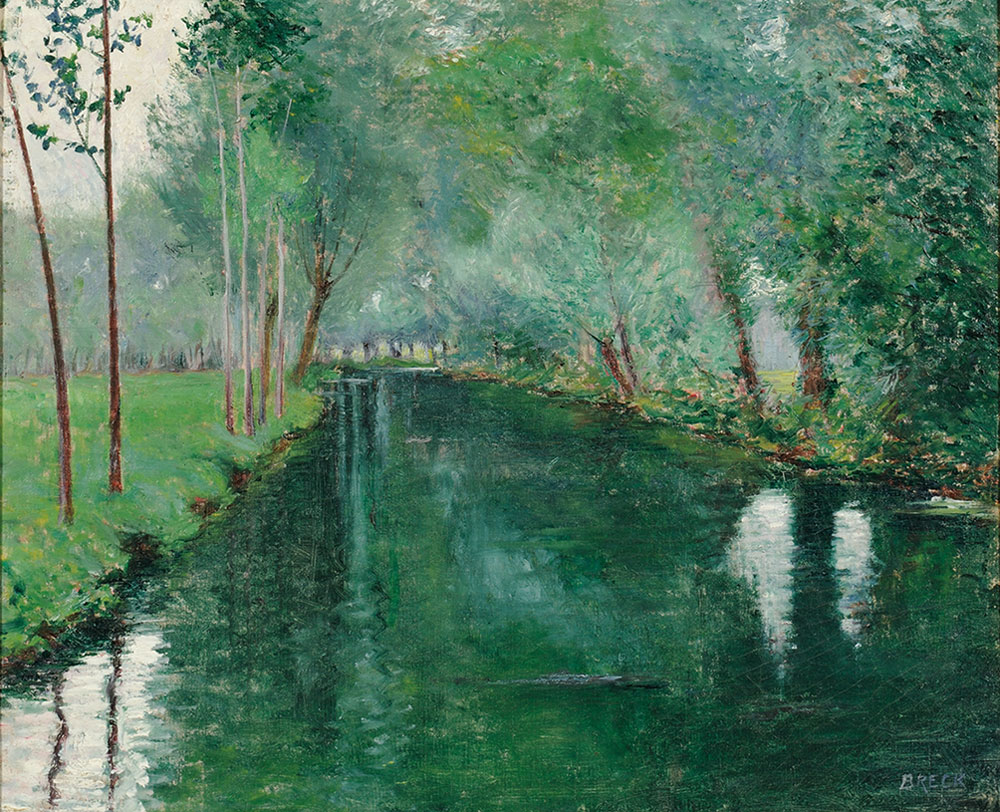
Breck Apple trees.jpgAppelbomen
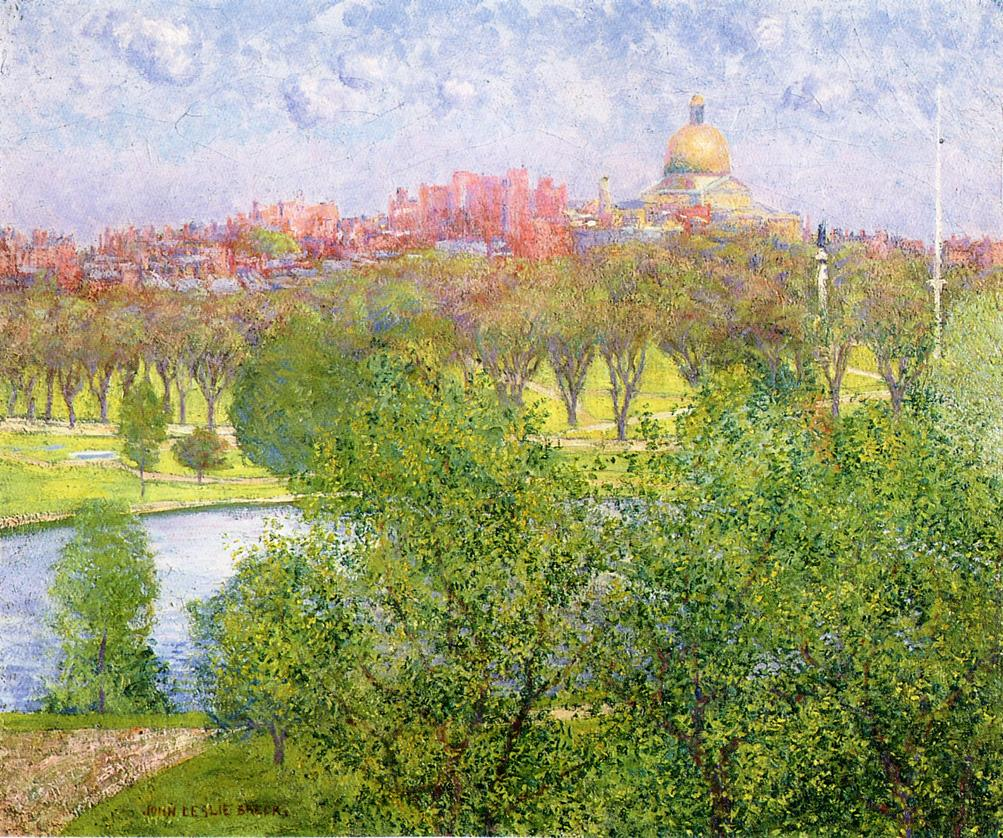
De gouden dom, lente
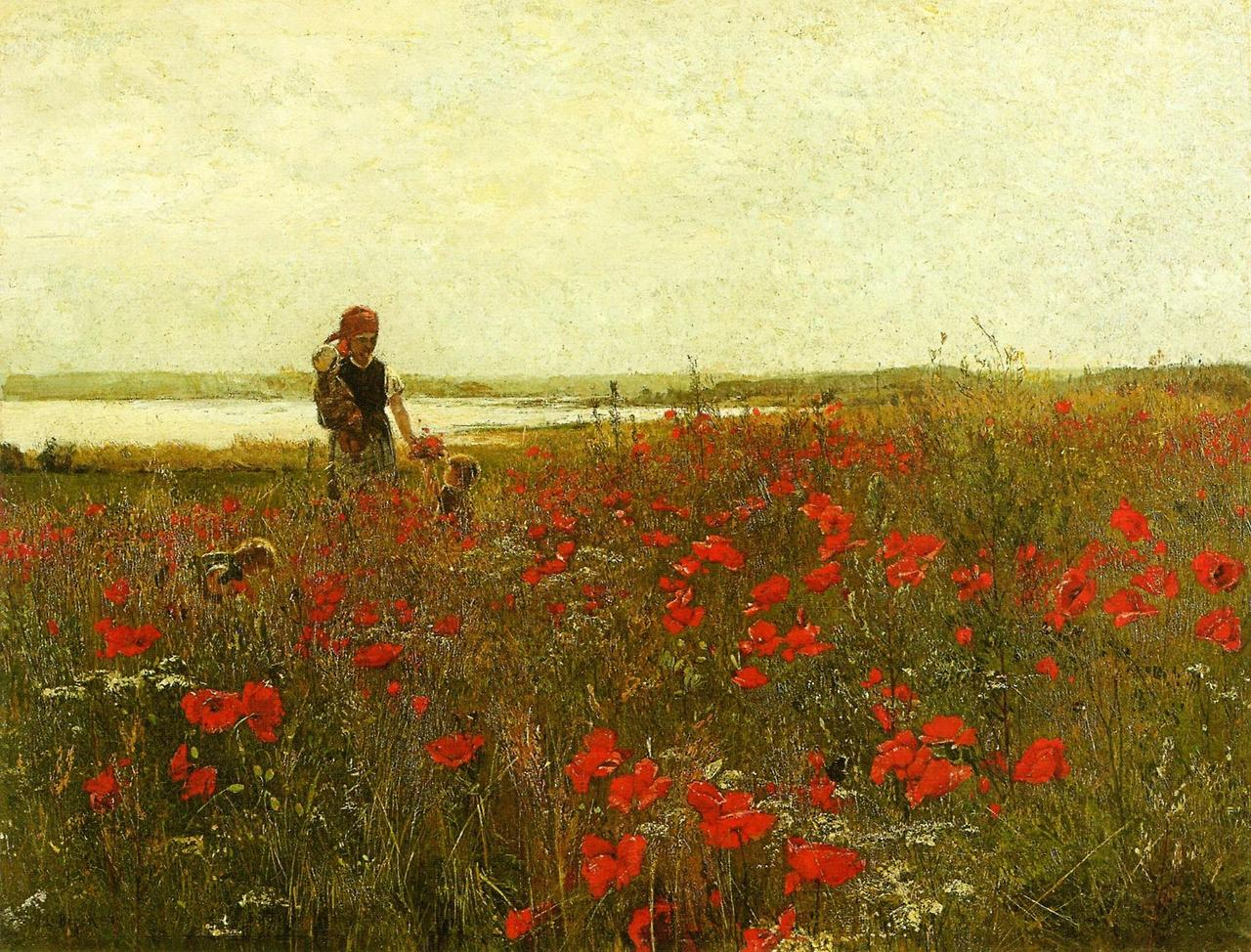
Klaprozen
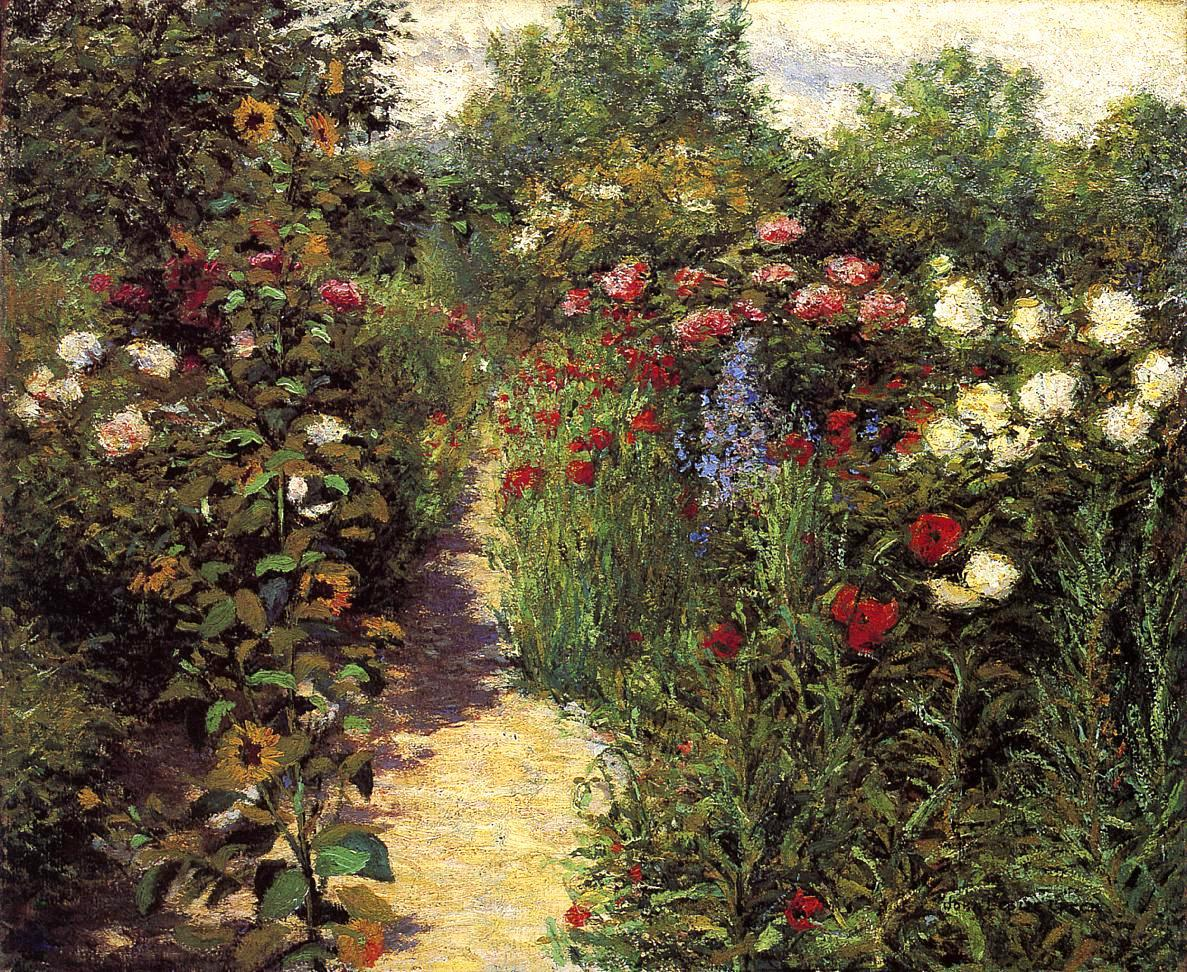
Tuin in Giverny
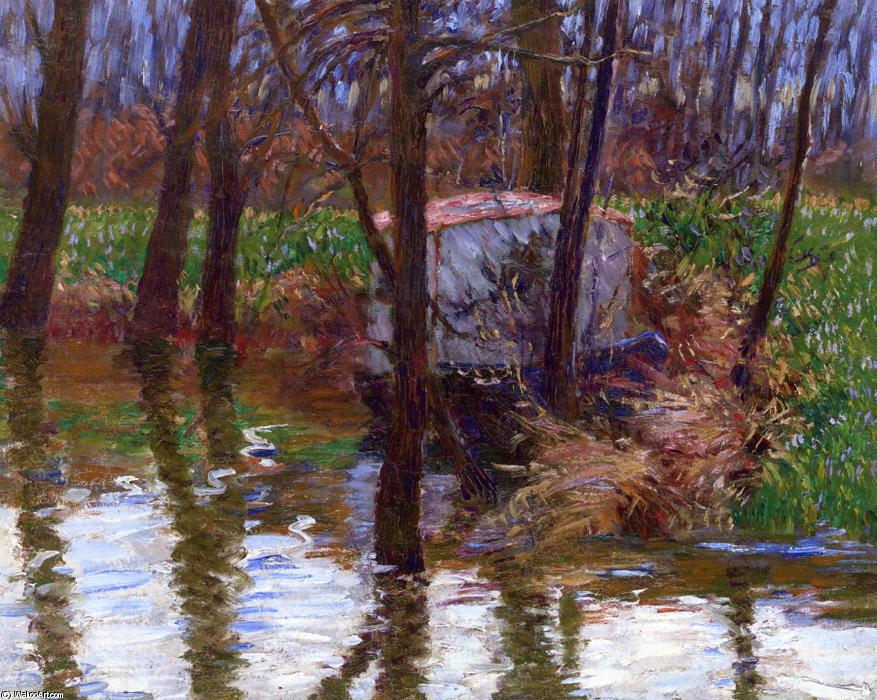
De rivier Epte met Monets atelierboot
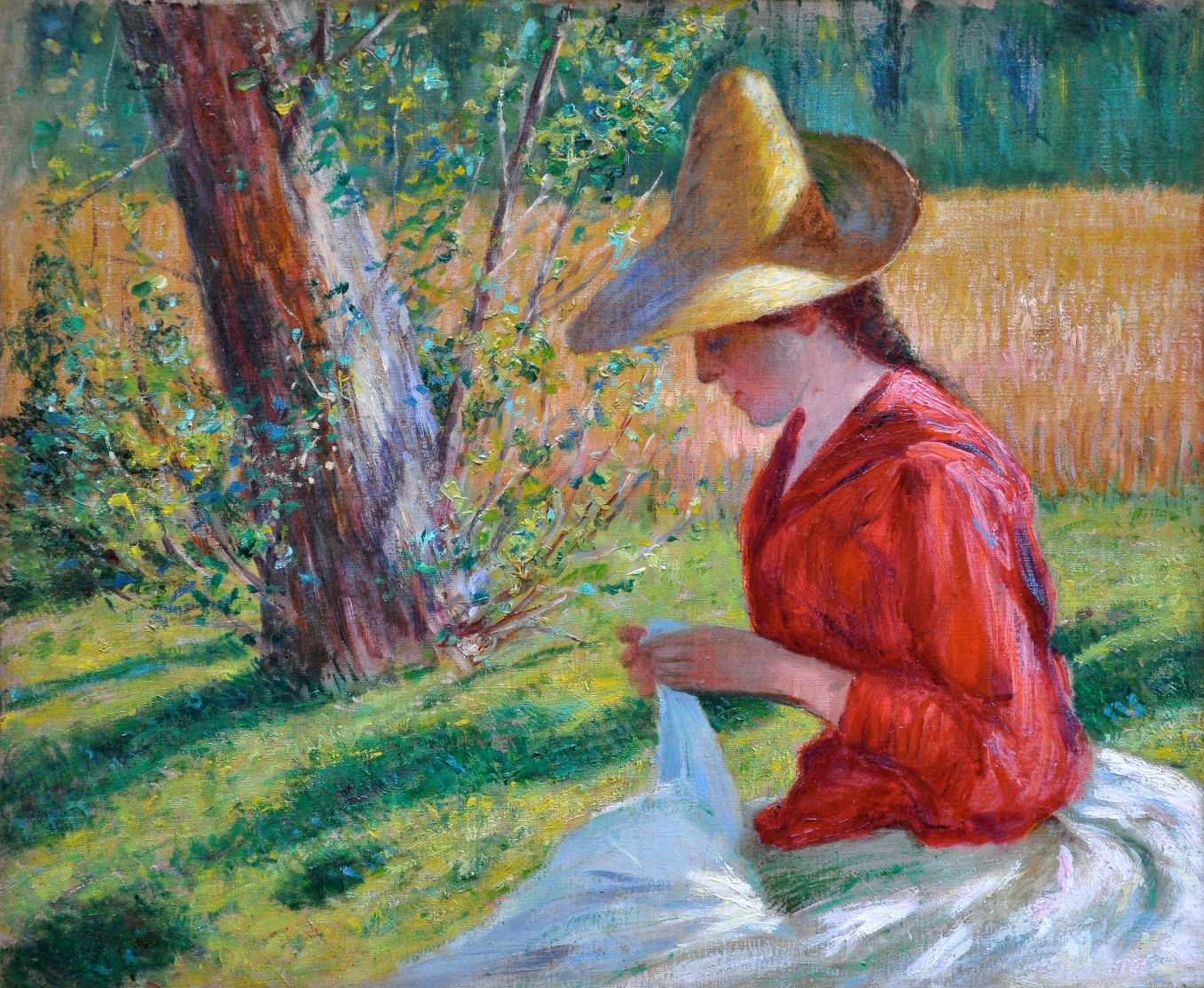
Suzanne Hoschedé, naaien
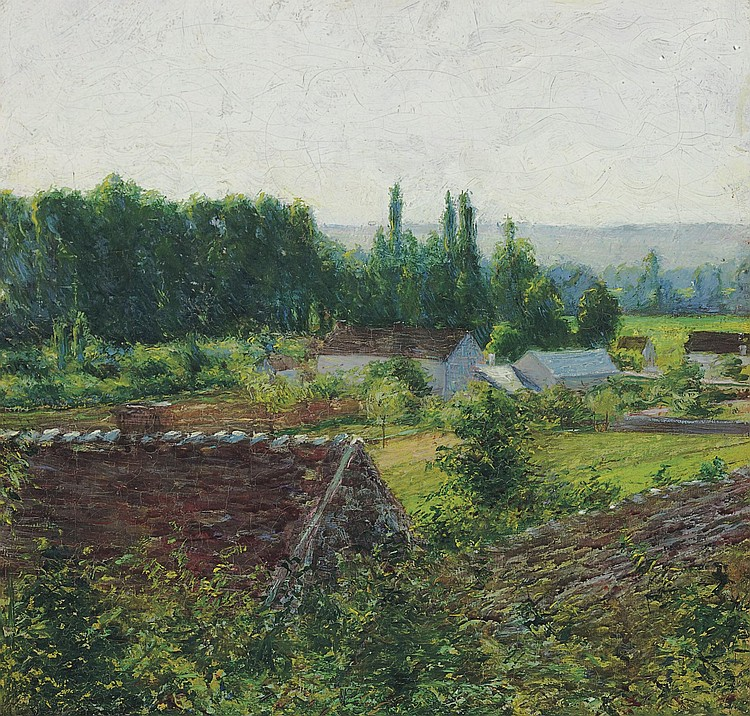
Boerenhuizen in Giverny
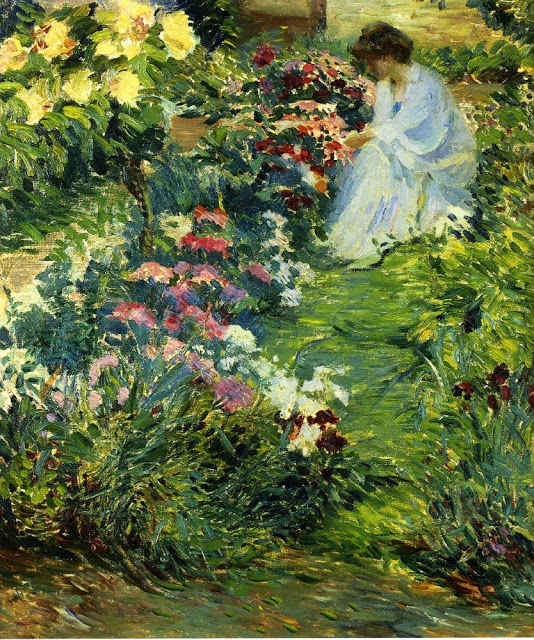
Vrou in een tuin